# Бакстон, Патрик Альфред
Па́трик А́льфред Ба́кстон (англ. Patrick Alfred Buxton; 24 марта 1892, Лондон — 13 декабря 1955, Джеррардс-Кросс) — английский энтомолог, специалист по медицинской энтомологии и систематике двукрылых.
Член Лондонского королевского общества (1943). Президент Королевского энтомологического общества Лондона в 1942—1943 и 1953—1954 годах.

## Биография
Родился 24 марта 1892 года в Лондоне. Его отец Альфред Фауэлл Бакстон был банкиром и политиком, возглавлял совет графства Лондона. Мать — Вайолет Джекс-Блейк. Дед со стороны матери, Томас Уильям Джекс-Блейк, был директором школ Рагби и Челтнема и деканом Уэлского кафедрального собора. Одной из семейных традиций было знание растений и животных.
До 10 лет Патрик Бакстон получал домашнее воспитание, а с 1905 по 1911 годы обучался в школе Рагби. В 1911 году он поступил в Тринити-колледж в Кембридже. Его руководителем был физиолог Уолтер Флетчер. Выпускная работа была посвящена изучению мозга примитивной моли рода Micropteryx. В 1917 году работал в Госпитале Святого Георга и получил медицинскую квалификацию, после чего был направлен в Месопотамию и Северо-Западную Персию в составе корпуса Королевской армии. C 1916 по 1921 год он был научным сотрудником Тринити-колледжа
В течение 1920 и 1921 годах изучал чесоточных клещей в Кембриджской лаборатории Наттолла и прошел курс по тропической медицине в Лондоне. С марта 1921 года Бакстон работал энтомологом в медицинском отделе Палестины. В 1923 году получил должность в Лондонской школе тропической медицины и возглавил в последующие два года исследовательскую экспедицию на Самоа для изучения филяриатоза. Он посетил также острова Новые Гебриды и другие острова Океании, где познакомился с образом жизни полинезийцев и меланезийцев.
В 1926 году Бакстон был назначен заведующим кафедрой энтомологии в новой Лондонской школе гигиены и тропической медицины, которую возглавлял Эндрю Бальфур. К 1931 году Бакстон совершил поездку в Палестину, где изучал влияние микроклимата на блох грызунов. В 1933 году предпринял семимесячную экспедицию в Северную Нигерию, где провёл обширные наблюдения развитием несколько видов мухи цеце. В 1933 году стал профессором Лондонского университета.
С 1945 года был членом Совета Королевского общества тропической медицины, а в 1942—1943 и 1953—1954 годах был президентом Королевского энтомологического общества Лондона. В 1945 году был назначен членом Совета по медицинским исследованиям и работал в составе комитетов, которые занимались исследованиями тифа, малярии и трипаносомозов. В 1945 и 1946 годах совершил поездку Восточную Африку от Кении и Уганды до Зулуленда и Бечуаналенда для изучения мух-цеце и трипаносомозов. Умер в своем доме в Джеррардс-Кросс 13 декабря 1955 года.

## Семья
В январе 1917 года Бакстон женился на Мюриэл Глэдис Райс, дочери Уильяма Талбота Райса и Мариан Герни. Они имели двух сыновей и четырёх дочерей. Только второй сын Эндрю стал профессиональным биологом. Эндрю Бакстон изучал биологию обезьян в Восточной Африке и потенциальных резервуаров вируса жёлтой лихорадки. Он был внезапно поражен полиомиелитом и умер в 1952 году.

## Научные достижения
В ходе экспедиции на острова Океании вместе со своим помощником Джорджем Хопкинсом собрал около 1600 видов насекомых, многие из которых были новыми для науки. На Самоа Бакстон изучил биологию комара Pontomyia natans, личинки которого развиваются в солёной воде, а сам комар тоже может активно плавать в морской воде в сильных приливных течениях.
Во время Второй мировой войны занимался разработкой способов применения инсектицидов (ДДТ и пиретроиды) против комаров, вшей и постельных клопов. Он разработал пропитываемый инсектицидами пояс для защиты от вшей, который можно было носить под одеждой. Основные исследования Бакстона были сосредоточены на изучении физиологических факторов, которые определяют состояние популяций насекомых в различных климатических условиях, особенно влияние на них температуры и влажности.

### Некоторые таксоны, описанные Бакстоном
- Camptodiplosis auriculariae Buxton & Barnes, 1953
- Culex nigriceps Buxton, 1927
- Drosophila rubrostriola Buxton, 1961

## Признание заслуг
В 1949 году получил медаль Мэри Кингсли. В 1950 году он был избран иностранным членом Общества экзотической патологии (Франция). В 1953 году получил золотую медаль Общества Линнея.. В 1961 году была учреждена Мемориальная премия имени Патрика Бакстона для учащихся и сотрудников Лондонской школы гигиены и тропической медицины.

## Публикации
Патрик Бакстон был автором 124 публикаций в том числе пяти книг:
- Buxton P. A. Animal life in deserts.. — London: Arnold, 1921. — 240 p. — ISBN 1330308794. — ISBN 9781330308790.
- Buxton P. A. The Louse: An account of the lice which infest man, their medical importance and control. — London: Edward Arnold, 1939.
- Buxton P. A. British Diptera associated with fungi. I. Gall-midges (Cecidomyidae) reared from the larger fungi (англ.) // Proceedings of the Royal Entomological Society of London. (B) : journal. — 1953. — Vol. 22. — P. 195—200.
- Buxton P. A. British Diptera associated with fungi. 2.-Diptera bred from Myxomycetes (англ.) // Proceedings of the Royal Entomological Society of London. (A) : journal. — 1954. — Vol. 29. — P. 163—171.
- Buxton P. The Natural History of Tsetse Flies. — London: H. K. Lewis and Co. Ltd, 1955. — 816 p.
- Buxton P. A. British Diptera associated with fungi. III. Flies of all families reared from about 150 species of fungi. (англ.) // The Entomologist's monthly magazine : journal. — 1961. — Vol. 96. — P. 73—94.